# Phomopsis cocoës
Phomopsis cocoës är en svampart som beskrevs av Petch 1922. Phomopsis cocoës ingår i släktet Phomopsis och familjen Diaporthaceae.   Inga underarter finns listade i Catalogue of Life.